# Flo Rida
Трамар Ласел Діллард (англ. Tramar Lacel Dillard), більш відомий як Flo Rida (укр. Фло Райда) (Керол-Сіті, 16 вересня 1979) — американський репер.
Дебютував із піснею Bitch i'm From Dade County, яка є частиною альбому We the Best ді-джея DJ Khaled. Відомий тим, що випустив знамениті хіти, такі як Low (featuring T-Pain), який залишився на першій позиції протягом 10 тижнів у чартах США в 2008 році, і Right Round (featuring ke $ ha), який зберіг перше місце протягом 6 тижнів; коли вони були опубліковані, обидва треки побили рекорд цифрових продажів. Інші міжнародні хіти — це Club can't Handle Me, Good Feeling, Wild Ones, Whistle, I Cry і My House. Протягом своєї кар'єри, Flo Rida, співпрацював із безліччю інших міжнародних артистів, як для своїх композицій, так і для інших.
На даний момент співак опублікував чотири студійних альбоми: Mail on Sunday (2008), R. O. O. T. S. (2009), Only One Flo (Part 1) (2010) і Wild Ones (2012). Flo Rida — репер, який продав найбільше цифрових копій своїх синглів у США і, у цілому, перевищив 100 мільйонів завантажень по всьому світу.

## Біографія
Народився 16 вересня 1979 року в місті Керол Сіті, що в штаті Флорида, його батьки виростили його і його сім сестер, серед яких деякі співали в місцевому госпелі. Швагер Ділларда був учасником відомої місцевої реп групи 2 Live Crew, і це спонукало його сформувати свій власний гурт разом із двома іншими друзями, під назвою «GroundHoggz». Його співпраця з членом із 2 Live Crew — Fresh Kid Ice, привернуло увагу DeVante Swing, учасника Jodeci. Проте Трамару відмовили більшість найбільших звукозаписних компаній, через що був змушений зайнятись чимось іншим поза музикою. Після закінчення школи в 1998, вчив international business management в Університеті Невади, у Лас-Вегасі протягом двох місяців, а потім перейшов до Університету Беррі, де вчився протягом ще двох місяців. Після отримання телефонного дзвінка від представника незалежного лейблу Poe Boy Entertainment, повернувся у Флориду, щоб спробувати знову музичну кар'єру. Діллард отримав контракт із Poe Boy у 2006 році, але водночас, під назвою Flo Rida, почав співпрацювати з іншими артистами, як Rick Ross, Trina, T-Pain та Trick Daddy. Один промо-сингл під назвою Birthday, з Rick Ross, був його першою важливою публікацією. Однак його офіційний дебют відбувся з Bitch i'm from Dade County, в альбомі DJ Khaled We the Best, разом із Trick Daddy, Trina, Rick Ross, Brisco, C-Ride і Dr. Dre.

## Кар'єра

### 2007-2008: Mail on Sunday

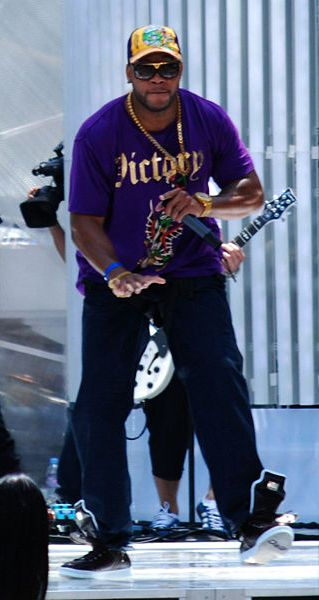
Тести Much Music Video Awards у 2008 році в Торонто.

Дебютний альбом Flo Rida, Mail on Sunday, був випущений у березні 2008 року. Перший сингл — Low, у співпраці з T-Pain, трек, який був також включений у саундтрек фільму Step Up 2 — шлях до успіху. Low досягне першої позиції в Billboard Hot 100. Потім слідкують сингли Elevator, з Timbaland, In the Ayer з will.i.am, і Roll у співпраці із Шоном Кінгстоном, які також входять у рейтинг американського журналу «Billboard».
Після грандіозного успіху Mail on Sunday, Flo Rida, часто з'являється в численних синглах артистів R&B, хіп-хопу і поп-музики, в тому числі Move Shake Drop ді-джея DJ Laz, We Break the Dawn співачки Мішель Вільямс, ремікс 4 Minutes  Мадонни, Running Back  Джессіки Маубой, Feel It ді-джея DJ Felli Fel і ремікс Speedin репера Rick Ross. Протягом літа 2008, виступає на живо в талант-шоу So You Think You Can Dance  від Фокс і на MuchMusic Video Awards в Канаді. Flo Rida також з'являється в альбомі We Global від DJ Khaled, Gutta від Ace Hood і в The Fame від Леді Гага, серед інших.

### 2009—2010:R. O. O. T. S.

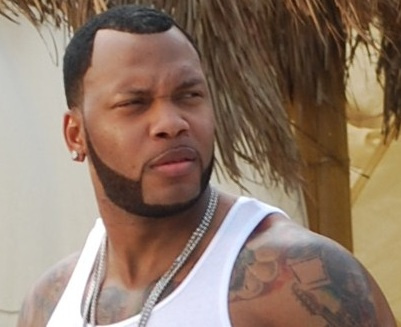
Flo Rida, на зйомках відео Sugar в 2009.

За даними журналу «Billboard», Flo Rida, почав записувати свій наступний альбом дев'ять місяців після Mail On Sunday. Альбом, під назвою R. O. O. T. S., опубліковано 21 березня 2009 року. Перший сингл, Right Round, з якими співпрацює Ke$ha, був опублікований у січні 2009 року. Right Round переходить від позиції 58 на вершину Billboard Hot 100 протягом одного тижня, і з 636 000 завантажень у перший тиждень, встановлює новий рекорд, подолавши попередній рекорд, який мав сингл Low. Right Round використовує вибірки з You Spin Me Round (Like a Record), сенсація 1985 від Dead or Alive. Другий сингл Sugar, над якими співпрацює з Wynter Gordon та за яким слідкує Jump. У синглі фігурує співпраця зі співачкою Неллі Фуртаду. Четвертий сингл Be on You featuring Ne-Yo, а п'ятий Available , featuring Akon.
Альбом R. O. O. T. S. дебютує на восьмому місці рейтингу Billboard 200, продаючи 55 000 копій у перший тиждень, і близько 536 000 загалом по всьому світу. У кінці 2009 року альбом є восьмим реп-диском бестселером року.
Flo Rida, також з'являється у Feel It від DJ Felli Fel, Starstruck Леді Гаги і Feel It від Three 6 Mafia. Bad Boys — дебютний сингл Олександри Берк, переможниця британського The X Factor, де фігурує співробітництво Flo Rida, дебютував на першій позиції в UK Singles Chart у жовтні.

### 2010—2011:Only One Flo (Part 1)
У березні 2010 року Flo Rida оголошує через свій профіль на Твіттері, що його наступний альбом буде називатися The Only One, «Billboard» повідомляє, що альбом буде розділений на дві частини. Сингл Zoosk Girl разом із T-Pain публікується на вебсайті 28 березня, як промо-сингл, але не стає першим офіційним синглом з альбому. 28 червня 2010 року Flo Rida випускає Club can't Handle Me виробу від Давід Гета, який стає першим офіційним синглом із третього альбому, а також саундтрек до фільму Крок уперед 3D. Сингл дебютував на дев'ятій позиції в чарті Billboard Hot 100 в США і на четвертій у Canadian Hot 100.
2 листопада Come With Me випускається як промо-сингл разом із Puzzle, продукт від Electrixx, але який не міститься в альбомі. Слідують сингли Turn Around (5, 4, 3, 2, 1) і, після випуску альбому у Великій Британії — Who Dat Girl. Why You Up In Here — це останній сингл з альбому.
Flo Rida з'являється в синглі iYiYi, австралійського співака Коді Сімпсон, і в Out My Відео болгарської співачки LiLana. Також співпрацює з англійським жіночим гуртом The Saturdays для нової версії їх синглу Higher.

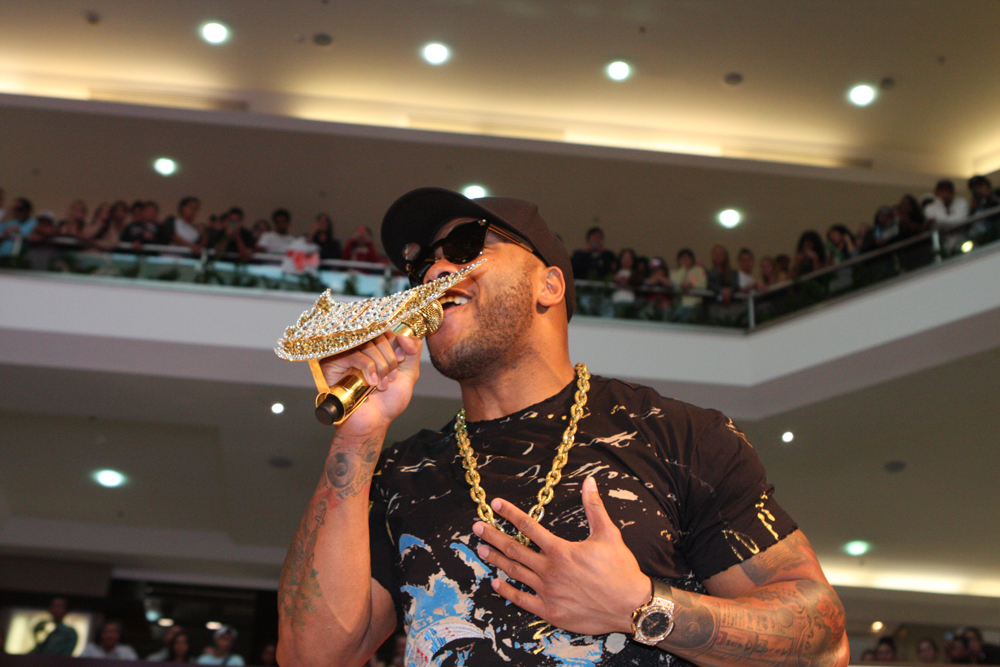
Flo Rida під час виступу в 2012 році.

### 2011—2013:Wild Ones
Перший сингл із четвертого альбому Flo Rida, Wild Ones (спочатку під назвою Only One Rida (Part 2)), є Good Feeling, опублікованого 29 серпня 2011 року, який використовує семпл пісні Levels від Avicii, який в свою чергу семплингує something's Got a Hold on Me Ети Джеймс. Після смерті Еті Джеймс, що сталася 20 січня 2012, Flo Rida, присвячує пісню в її пам'ять. Сингл досягає третьої позиції в Hot 100, першої в Австрії, Німеччині, Шотландії та Великій Британії.
Другий сингл Wild Ones, опубліковаий 19 грудня 2011 року у співпраці з австралійською співачкою Sia, досяг за обмаль часу першої позиції в хіт-парадах багатьох країн. 1 квітня 2012 співає, з нагоди вступу на рингу врестлера The Rock, під час найважливішого pay-per view ролу: Рестлманія, у якому той же The Rock переміг Джона Сіну, співаючи Good Feeling і Wild Ones. Сингл Whistle (випущений в квітні 2012 року) став хіт літа 2012 року, посідаючи перше місце в рейтингу 20 країн.
13 вересня того ж року Flo Rida виступає на america's Got Talent із його новим синглом I Cry. В інтерв'ю «Нью-Йорк Music News», Flo Rida оголосив, що його наступний альбом — в запису, і що він завершив зйомки музичного відео останного синглу з альбому Wild Ones — Let It Roll.
У червні 2013 року співпрацює з Marc Mysterio на пісню Booty on the Floor, на користь сімей загиблих у теракті на марафоні в Бостоні. У листопаді співпрацює з Оллі Марс у пісні Troublemaker.
У 2013 році опубліковуються три окремих сингли непов'язаних з альбомом: 14 травня Tell Me When You Ready разом із Future, 28 липня Can't Believe It (у співпраці з Pitbull) та 29 жовтня — How I Feel, що є семплингом пісні Feeling Good Ніни Сімон і який входить в Billboard Hot 100 під номером 96.

### 2014—2015:My House EP
П'ятий альбом Flo Rida — The Perfect 10, мав бути оголошений на кінець 2013 року, але потім був відкладений на невизначений термін.
Пізніше було оголошено, що альбом буде передувати міні-альбом під назвою My House, реліз 7 квітня 2015 року. 21 жовтня 2014 року випускає G. D. F. R. (абревіатура, яка розшифровується Going Down For Real) разом із Sage the Gemini та Lookas, який отримує великий успіх і досягає 8-ї позиції в Billboard Hot 100, ставши його десятою піснею що дістається до топ-10 рейтингу, і 3-я в рейтингу US Топ-100 на iTunes. 3 березня 2015 року, опубліковує на YouTube, як промо-трек, відео першого треку з міні-альбому Once In A Lifetime, а потім співпрацює з Jeremih для синглу Tonight Belongs to U! і, 19 червня 2015, випускає другий сингл з EP: I don't Like It, I Love It, у співпраці з Робіном Тіком і бас-гітаристом Вердином Уайтом. Цей досягає 43-ї позиції в Billboard Hot 100, , 18-ї у рейтингу US Top 100 і 41-ї в італійській версії цього ж рейтингу в iTunes. 15 жовтня 2015 року випускає третій сингл, My House, також екстракт з однойменного міні-альбому, що в перші місяці наступного року, отримує великий успіх, займаючи 4-е місце в Billboard Hot 100 (сьомий трек репера, що дістався до топ-5 рейтингу), і досягаючи 1-го місця у рейтингу американської US Top 100 iTunes і виборюючи хороші позиції в чартах по всьому світу.

### 2015-сьогодення:The Perfect 10
4 грудня 2015 року випускає Dirty Mind, у співпраці зі співаком Семом Мартіном, екстракт як промо-сингл п'ятого студійного альбому The Perfect 10. Пісня досягає відразу 38-ї позиції в рейтингу iTunes US Top 100. Пізніше було оголошено, що The Perfect 10 вийде в серпні 2016 року. 26 лютого 2016 року випускає Hello Friday, перший сингл з альбому у співпраці з Джейсоном Деруло, який досягає за обмаль часу 18-ї позиції в рейтингу американського iTunes і 79-ї в Billboard Hot 100.
Одночасно бере участь у синглах двох артистів його лейбла, випущені відповідно в лютому та березні: Rollercoaster від Natalie La Rose і Red Cup від Gorilla Zoe (разом з Афроджек).
У травні 2016 року публікує сингл At Night спільно з американською співачкою Ліз Еліас і Akon. У тому ж місяці співпрацює з італійською співачкою Аріанна для синглу Who Did You Love.
22 серпня 2016 року співпрацює з Pitbull і Lunchmoney Lewis у пісні Green Light, сингл із десятого альбому (Climate Change) Pitbull.

## Просування продукції
У 2014 році Flo Rida випустив на ринок власну програму тренування, під назвою Flo Fit і в той же час він підписав контракт із Celcius, для спонсорства новий енергетичний напоїв, Flo Fusion.
У тому ж році він почав спонсорство різних продуктів: Розумний годинник Iconbitus під назвою Flo Callisto, динаміки і мікрофони IK Multimedia які називаються відповідно iLoud і iRig Mic.
Він також співпрацював із POP Culture Living для створення лінії келихів під назвою Life of the Party.
Став також «міжнародним послом» для Empire Rockefeller Vodka.

## Особисте життя
Репер заснував у штаті Флорида дві некомерційні організації: Big Dreams For Kids Foundation і Florida Youth Football League (FYFL), присвячені командним видам спорту та з метою поліпшення виховання молоді, підтримки і поліпшення умов сімей.
У 2010 році він заснував власний лейбл, International Music Group (IMG), в яку входять художники, як Natalie La Rose, і Gorilla Zoe.
У 2012 році він створив Gospel Explosion, подія для сімей, яка щорічно проводиться в Маямі.
У 2014 році отримав ключі від свого рідного міста, Carol City і в 2015 році випустив фільм The Secret of the Magic City, що має сет у Маямі.

## Дискографія

### Студійні альбоми
- Mail on Sunday (2008)
- R. O. O. T. S. (2009)
- Only One Flo (Part 1) (2010)
- Wild Ones (2012)
- The Perfect 10 (2016)

### EP
- My House (2015)[64]

## Нагороди та номінації

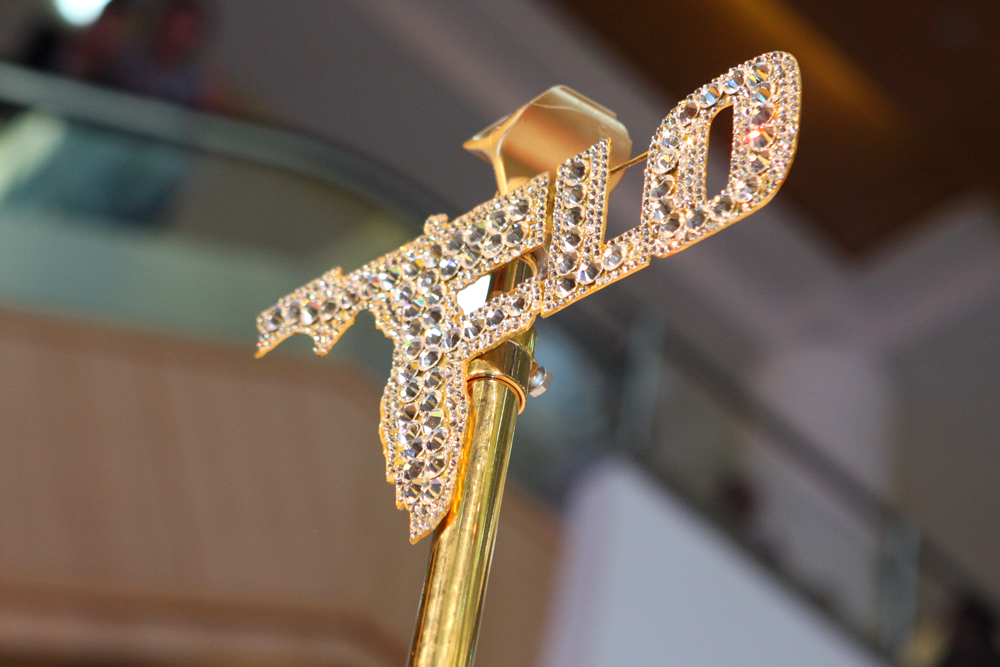
Мікрофон, використовуваний репер в деяких виступів, що є частиною свого логотипу.

| Рік  | Жанр                             | Нагорода                                                      | Результат |
| ---- | -------------------------------- | ------------------------------------------------------------- | --------- |
| 2008 | American Music Awards            | Breakthrough Performer                                        | Номінація |
| 2008 | American Music Awards            | Favorite Male Hip-Hop Artist                                  | Номінація |
| 2008 | BET Awards                       | Best New Artist                                               | Номінація |
| 2008 | BET Awards                       | Best Collaboration (Low con T-Pain)                           | Номінація |
| 2008 | BET Hip Hop Awards               | Ringtone of the Year (Low con T-Pain)                         | Номінація |
| 2008 | BET Hip Hop Awards               | Rookie of the Year                                            | Номінація |
| 2008 | BET Hip Hop Awards               | Best Hip-Hop Collabo (Low con T-Pain)                         | Номінація |
| 2008 | MuchMusic Video Awards           | Best International Video (Low cln T-Pain)                     | Номінація |
| 2008 | MuchMusic Video Awards           | People's Choice Favorite International Video (Low con T-Pain) | Номінація |
| 2008 | MTV Video Music Awards           | Best Hip-Hop Video (Low con T-Pain)                           | Номінація |
| 2008 | MTV Video Music Awards           | Best Male Video (Low con T-Pain)                              | Номінація |
| 2008 | Ozone Awards                     | Breakthrough Artist                                           | Номінація |
| 2008 | Ozone Awards                     | Club Banger of the Year (Low con T-Pain)                      | Номінація |
| 2008 | Teen Choice Awards               | Choice Breakout Artist                                        | Номінація |
| 2008 | Teen Choice Awards               | Choice Rap Artist                                             | Номінація |
| 2008 | Teen Choice Awards               | Choice Hook-Up (Low con T-Pain)                               | Перемога  |
| 2009 | ARIA Music Awards                | Breakthrough Artist Single (Running Back con Jessica Mauboy)  | Номінація |
| 2009 | ARIA Music Awards                | Highest Selling Single (Running Back con Jessica Mauboy)      | Перемога  |
| 2009 | APRA Awards                      | Urban Work of the Year (Running Back con Jessica Mauboy)      | Перемога  |
| 2009 | Grammy Awards                    | Best Rap/Sung Collaboration (Low con T-Pain)                  | Номінація |
| 2009 | MTV Australia Awards             | Best Video (Low con T-Pain)                                   | Номінація |
| 2009 | MTV Australia Awards             | Best Collaboration (Running Back con Jessica Mauboy)          | Номінація |
| 2009 | MTV Video Music Awards           | Best Hip-Hop Video (Right Round con Kesha)                    | Номінація |
| 2009 | NT Indigenous Music Awards       | Single Release of the Year (Running Back con Jessica Mauboy)  | Перемога  |
| 2009 | People's Choice Awards           | Favorite Hip-Hop Song (Low con T-Pain)                        | Перемога  |
| 2009 | Teen Choice Awards               | Best Hip-Hop Rap Track (Right Round con Kesha)                | Номінація |
| 2010 | APRA Awards                      | Urban Work of the Year (Running Back con Jessica Mauboy)      | Номінація |
| 2010 | Grammy Awards                    | Best Rap Album (R.O.O.T.S.)                                   | Номінація |
| 2010 | Grammy Awards                    | Album of the Year (The Fame come artista partecipante)        | Номінація |
| 2010 | Latin Billboard Music Awards     | Crossover Artist Of The Year                                  | Номінація |
| 2010 | Latin Billboard Music Awards     | Crossover Artist of the Year, Solo                            | Номінація |
| 2010 | People's Choice Awards           | Hip-Hop Artist of the Year                                    | Номінація |
| 2012 | Premios 40 Principales           | Mejor Artista Internacional en Lengua No Española             | Номінація |
| 2012 | Premios 40 Principales           | Mejor Álbum Internacional en Lengua No Española               | Номінація |
| 2012 | Teen Choice Awards               | Single by Male Artist (Good Feeling)                          | Номінація |
| 2012 | Teen Choice Awards               | R&B/Hip-Hop Artist                                            | Номінація |
| 2012 | Teen Choice Awards               | R&B/Hip-Hop Song (Wild Ones con Sia)                          | Номінація |
| 2012 | Teen Choice Awards               | Music Star Male                                               | Номінація |
| 2012 | Billboard Music Award            | Top Rap Song (Good Feeling)                                   | Номінація |
| 2012 | International Dance Music Award  | Best R & B/Urban Dance Track (Good Feeling)                   | Номінація |
| 2012 | International Dance Music Award  | Best Rap/Hip Hop Dance Track (Good Feeling)                   | Номінація |
| 2012 | MTV Europe Music Awards          | Best Male                                                     | Номінація |
| 2012 | MTV Europe Music Awards          | Best World Stage Performance                                  | Номінація |
| 2012 | American Music Awards            | Favorite Pop/Rock Male Artist                                 | Номінація |
| 2013 | Peoples Choice Awards            | Favorite Hip-Hop Artist                                       | Номінація |
| 2013 | Grammy Awards                    | Best Rap/Sung Collaboration (Wild Ones con Sia)               | Номінація |
| 2013 | NRJ Music Awards                 | International Male Artist of the Year                         | Номінація |
| 2013 | International Dance Music Awards | Best Rap/Hip-Hop Dance Track (Wild Ones con Sia)              | Перемога  |
| 2013 | Billboard Latin Music Awards     | Crossover Artist of the Year                                  | Номінація |
| 2013 | 2013 Billboard Music Awards      | Top 100 Artist                                                | Номінація |
| 2013 | 2013 Billboard Music Awards      | Top Male Artist                                               | Номінація |
| 2013 | 2013 Billboard Music Awards      | Top Digital Songs Artist                                      | Номінація |
| 2013 | 2013 Billboard Music Awards      | Top Rap Artist                                                | Номінація |
| 2013 | 2013 Billboard Music Awards      | Top Rap Song (Wild Ones con Sia)                              | Номінація |
| 2013 | 2013 Billboard Music Awards      | Top Rap Song (Whistle)                                        | Номінація |

## Цікаві факти
- Heartbreaker — сингл із дебютного альбому соло знаменитий кумир k-pop, G-Dragon, був оголошений плагіат синглу Right Round;[88] спір був врегульований через новий трек Heartbreaker у співпраці з Flo Rida, на компакт-диску live-концерту G-Dragon, Shine A Light.
- Пісня, We Already Won була використана командою Miami Heat, як гімн.
- Flo Rida спростив кілька разів, будь-який подвійний сенс сексуального характеру, пов'язаний з піснею Whistle. Репер також заявив, щоб бути «справжнім послідовником Ісуса».[89]
- У 2011 році був заарештований у Маямі-Біч за водіння в стані алкогольного сп'яніння.[90]
- У 2013 році його подали до суду Mothership Music, через те що він не був присутнім на одному заході в Австралії, під час якого він повинен був виступити і за який він був оплачений.[91]